# Jan Szutkiewicz
Jan Szutkiewicz (ur. 8 maja 1861 w Krakowie, zm. 2 kwietnia 1897 w Warszawie) – polski aktor teatralny, śpiewak operetkowy i pisarz.

## Kariera teatralna
Debiutował w 1878 w zespole teatralnym Piotra Woźniakowskiego w Tarnowie. W kolejnych latach był związany z zespołami teatrów prowincjonalnych na terenie Galicji: Józefy Piaseckiej (1880), Adolfa Dulęby (1880), Henryka Lasockiego (1882, 1885-1886, 1889), Antoniego Benzy (1888), Jana Biberowicza (1890) oraz w Królestwie Polskim w zespołach: Ludwika Czystogórskiego (1891-1892, 1895), Bolesława Mareckiego (1893-1894), Ignacego Józefowicza (sez. 1894/1895), Felicjana Felińskiego (sez. 1895/1896) i w warszawskich teatrach ogródkowych: "Eldorado", "Belle Vue", "Nowości" i "Cyrk". W 1887 organizował wieczory humoru w Rzeszowie. Okazjonalnie pracował jako reżyser w zespołach teatrów prowincjonalnych w Kielcach i Radomiu. W latach 1880–1882 był związany z teatrem krakowskim, gdzie grywał role epizodyczne. W 1887 wystąpił w teatrze lwowskim jako Gajer (Junacy). Ponadto wystąpił m.in. w rolach: Jana (Popychadło), Ponickiego (Żydzi), Augusta (Przed ślubem) i Gawaleckiego (Jadzia wdowa). Role operetkowe: Menelaus (Piękna Helena) i Gaspard (Dzwony kornewilskie).

## Twórczość literacka
Był autorem sztuk teatralnych: Popychadło (1896) i Kula u nogi (1897) oraz powieści Jeden z wielu (1892).